# マクラッケン
マクラッケン(英語: McCracken）はヴィクターハーバー市を構成する町の一つである。

## 地理

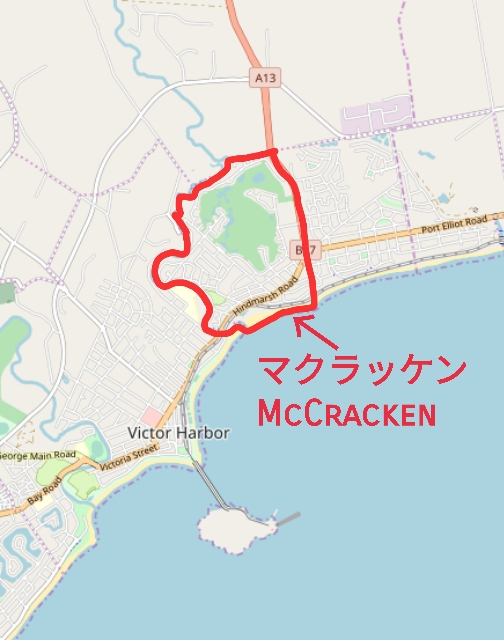
マクラッケンの場所

ヴィクターハーバーとマクラッケンはハインドマーシュ川を隔てて、隣同士である。
町の中央部には、クレーニッヒの丘 見晴らし台(Kleinigs Hill Lookout)があり、ここからヴィクターハーバーやグラニット島を眺められる。
オーストラリア統計局によると、2006年時点でのマクラッケンの人口は1549人で、うち人口の47.3%が男性で52.7%が女性である。
また人口の77%はオーストラリア生まれであり、他13.2%の住民はイングランド生まれであると発表した。
なお、マクラッケンの住民の平均年齢はオーストラリアの中でも非常に高く、25歳以上の割合はマクラッケンの住民の79.1%である(2006年)。
ヴィクターハーバーからは北北東に約2.4km離れている。

## 交通
町内には鉄道が通っているが鉄道駅は存在しない